# Peter Hyballa
Peter Hyballa (ur. 5 grudnia 1975 w Bocholt) – niemiecko-holenderski trener piłkarski.

## Życiorys
Urodził się 5 grudnia 1975 w Bocholt w Niemczech Zachodnich, jako syn Holenderki pochodzącej z Rotterdamu Yvonne Verhoeff i Niemca Hansa-Joachima Hyballi, pastora tamtejszych marynarzy. Studiował psychologię, pedagogikę oraz nauki sportowe.
W latach 1993–1996 prowadził młodzieżową drużynę Borussii Bocholt, zaś kolejne dwa lata pracował z drużyną młodzieżową (U-19) innego klubu z rodzinnego miasta – 1. FC Bocholt. Sezon 1998/1999 spędził z drużyną U-19 SC Münster 08, a kolejne dwa lata trenował młodzieżowców (U-17) Preußen Münster, przy czym w sezonie 2000/2001 był także asystentem trenera pierwszej drużyny. Przez kolejny rok prowadził drużynę U-19 Arminii Bielefeld.
Po raz pierwszy prowadził pierwszą drużynę w namibijskim klubie Ramblers Windhuk od lipca 2002 do czerwca 2003. Następnie powrócił do Niemiec, by trenować drużyny młodzieżowe (U-17, U-19) VfL Wolfsburg (2004–2007) oraz Borussii Dortmund (U-19 – w latach 2007–2010).
Od lipca 2010 samodzielnie prowadził seniorski zespół Alemannii Akwizgran, z którą sensacyjnie doszedł do ćwierćfinału w pucharze Niemiec, z którego odpadł po potyczce z niemieckim gigantem – Bayernem Monachium. 13 września 2011, przestał pełnić obowiązki pierwszego trenera.
Następnie przeniósł się do Austrii i trenował juniorów Red Bull Salzburg (styczeń – maj 2012) oraz pierwszą drużynę Sturmu Graz (maj 2012 – kwiecień 2013). W 2014 został na kilka miesięcy asystentem trenera Saschy Lewandowskiego w Bayerze 04 Leverkusen, a następnie, od lipca 2014 do czerwca 2016, trenerem drużyny młodzieżowej (U-19). W sezonach 2014/2015 i 2015/2016, prowadził klub w dwunastu meczach rozgrywek Ligi Młodzieżowej UEFA.
Od tego czasu prowadził już wyłącznie pierwsze drużyny. W lipcu 2016 został ogłoszony trenerem holenderskiego NEC Nijmegen, które prowadził do 27 kwietnia 2017.
Od 16 lipca 2018 do 3 stycznia 2020, trenował słowacki klub DAC Dunajská Streda, z którym zdobył wicemistrzostwo Słowacji.
Od 3 lutego do 3 lipca 2020, trenował NAC Breda. Z holenderskiego klubu odszedł po jedynie 7 meczach, w których odniósł jedną porażkę. Powodem był jego konflikt z zarządem, który dotyczył częstych transferów zawodników, którzy w opinii Hyballi, posiadali nikłe umiejętności.
2 grudnia 2020 ogłoszono, że podpisał kontrakt z Wisłą Kraków, obowiązujący do 30 czerwca 2022, gdzie zastąpił zwolnionego kilka dni wcześniej Artura Skowronka. W swoim debiucie zremisował 1:1 w derbowym pojedynku z Cracovią. W Wiśle nie odniósł sukcesów trenerskich – w 18 meczach jego piłkarze wygrali 5 meczów, tyle samo zremisowali, a 8 przegrali. Z czasem skonfliktował się z graczami i zarządem klubu, czego efektem było rozwiązanie kontraktu z Wisłą 14 maja 2021. Jego tymczasowym następcą został Kazimierz Kmiecik.
24 maja 2021 został pierwszym trenerem klubu Esbjerg fB, z którym związał się dwuletnim kontraktem. Niecałe dwa miesiące po rozpoczęciu jego kadencji duńska gazeta B.T. doniosła, że zawodnicy pierwszej drużyny zażądali jego zwolnienia po „fizycznych i psychicznych karach”. Następnego dnia Spillerforeningen, duńskie stowarzyszenie piłkarzy, udzieliło nagany zarządowi Esbjerga fB po tym, jak prezes Michael Kalt stonował konflikt i poinformował regionalną gazetę JydskeVestkysten, że tylko kilku graczy było zaangażowanych w żądanie. Dzień później Hyballa przeniósł czterech zawodników pierwszego składu do drużyny młodzieżowej (Jakoba Ankersena, Kevina Conboy’a, Zeana Dalügge’a oraz Jurija Jakowenkę). 15 lipca Esbjerg fB został zgłoszony do Arbejdstilsynet (Duński Urząd Inspekcji Pracy) przez Spillerforeningen po tym, jak pojawiły się doniesienia, że Hyballa rzekomo uderzył i „terroryzował psychicznie” zawodników. W następnym tygodniu Hyballa stwierdził, że nigdy nikogo nie uderzył, a jedynie próbował zmotywować swoich zawodników. 11 sierpnia, na skutek złej prasy w mediach oraz złym początku sezonu Hyballa zrezygnował z funkcji trenera Esbjerg fB i został zastąpiony przez Rolanda Vrabeca.
20 września 2021 roku został trenerem trzecioligowego Türkgücü Monachium, zastępując na stanowisku Petra Rumana. W momencie objęcia, klub zajmował 10. miejsce z 12 punktami po 9. kolejce sezonu 2021/2022. Türkgücü rozstało się z Hyballą 23 listopada 2021 po zaledwie dwóch miesiącach. Zespół w tym okresie wygrał 2 razy i przegrał 5 razy w 7 meczach ligowych, ponadto przegrał z czwartoligowym TSV Aubstadt w rozgrywkach Toto-Pokal.
12 czerwca 2022 został trenerem AS Trenčín. Został zwolniony po niespełna dwóch miesiącach od zatrudnienia, 27 lipca 2022 z powodu „wzajemnej oceny obecnej sytuacji”. Nowym trenerem tymczasowo został asystent Hyballi, Marián Zimen. Po zaledwie dwóch kolejkach, na konferencji prasowej po porażce 0:4 z broniącym się mistrzem Slovanem Bratysława, Hyballa był szczególnie krytyczny wobec małej aktywności transferowej w klubie i słabych wzmocnień.
Jest autorem artykułów i książek dla trenerów, wygłasza wykłady związane z piłką nożną.
Jest znany z bardzo ofensywnego stylu gry i stosowania gegenpressingu.

## Życie prywatne
Ma brata. Posiada obywatelstwa niemieckie i holenderskie. Mówi płynnie w języku angielskim, niderlandzkim i niemieckim.

## Statystyki kariery trenerskiej
Uwzględniono tylko prowadzone zespoły seniorskie. Stan na 27 lipca 2022.
| Zespół              | Od               | Do                | Statystyka | Statystyka | Statystyka | Statystyka | Statystyka |
| Zespół              | Od               | Do                | M          | W          | R          | P          | % W        |
| ------------------- | ---------------- | ----------------- | ---------- | ---------- | ---------- | ---------- | ---------- |
| Ramblers Windhuk    | 1 lipca 2002     | 30 czerwca 2003   |            |            |            |            |            |
| Alemannia Akwizgran | 1 lipca 2010     | 13 września 2011  | 46         | 15         | 13         | 18         | 32,61      |
| Sturm Graz          | 14 maja 2012     | 22 kwietnia 2013  | 33         | 14         | 9          | 10         | 42,42      |
| NEC Nijmegen        | 1 lipca 2016     | 24 kwietnia 2017  | 33         | 7          | 7          | 19         | 21,21      |
| DAC Dunajská Streda | 16 lipca 2018    | 3 stycznia 2020   | 64         | 37         | 10         | 17         | 57,81      |
| NAC Breda           | 3 lutego 2020    | 3 lipca 2020      | 7          | 4          | 2          | 1          | 57,14      |
| Wisła Kraków        | 2 grudnia 2020   | 14 maja 2021      | 18         | 5          | 5          | 8          | 27,78      |
| Esbjerg fB          | 31 maja 2021     | 11 sierpnia 2021  | 4          | 1          | 1          | 2          | 25,00      |
| Türkgücü Monachium  | 20 września 2021 | 23 listopada 2021 | 8          | 2          | 0          | 6          | 25,00      |
| AS Trenčín          | 12 czerwca 2022  | 27 lipca 2022     | 2          | 0          | 1          | 1          | 0,00       |
| Łącznie             | Łącznie          | Łącznie           | 215        | 85         | 48         | 82         | 39,53      |

## Publikacje
- Fußballtraining in Spielformen. Inhalte wettspielnah und motivierend vermitteln, Grünberg, DFV Der Fussballverlag, 2010, ISBN 978-3-98135-021-0 (wspólnie z Thomasem Voggenreiterem)
- Mythos niederländischer Nachwuchsfußball, Akwizgran, Meyer & Meyer, 2010, ISBN 978-3-89899-576-4 (wspólnie z Hansem-Dieterem te Poelem)
- Modernes Passspiel: Der Schlüssel zum High-Speed-Fußball, Akwizgran, Meyer & Meyer, 2014, ISBN 978-3-89899-717-1 (wspólnie z Hansem-Dieterem te Poelem)
- Modernes Dribbling: Spiele entscheiden durch individuelle Stärke, Akwizgran, Meyer & Meyer, 2014, ISBN 978-3-89899-921-2 (wspólnie z Hansem-Dieterem te Poelem i René Meulensteenem)
- Trainer, wann spielen wir?: Spielformen für den Fußball von heute und morgen: Spielformen für den Fußball von heute und morgen, Bielefeld, Die Werkstatt, 2018, ISBN 978-3-73070-376-2 (wspólnie z Hansem-Dieterem te Poelem i Dietrichem Schulze-Marmelingiem)